# Região Metropolitana do Cariri
A Região Metropolitana do Cariri (RMC), antigo CRAJUBAR, está localizada no estado brasileiro do Ceará. A região metropolitana surgiu a partir do aglomerado urbano em processo de conurbação entre os municípios de Juazeiro do Norte, Crato e Barbalha, chamada triângulo CRAJUBAR. Foi criada pela Lei Complementar Estadual nº 78, sancionada em 29 de junho de 2009. 
Somando-se aos municípios de Juazeiro do Norte, Crato e Barbalha, foram incluídos os municípios limítrofes de Caririaçu, Farias Brito, Jardim, Missão Velha, Nova Olinda, Santana do Cariri. Tem como área de influência a região sul do Ceará e a região da divisa entre o Ceará e os estados de Pernambuco, Paraíba e Piauí.
O Metrô do Cariri foi construído para interligar as cidades do núcleo da RMC e servir como principal meio de transporte do interior cearense.

## Municípios
Juazeiro do Norte alavancou seu crescimento inicialmente em torno do misticismo religioso na figura do Padre Cicero, recebendo anualmente a visita de milhares de devotos de todo o Brasil com o predomínio do interior nordestino. A população local vocacionou-se ao turismo religioso e o comércio - importantes e mais antigos vetores de crescimentos da cidade. Aproveitando-se de sua localização geográfica, equidistante da maioria das capitais nordestinas e consequentemente distante dos grandes centros, a cidade desenvolveu-se e configurou-se como a metrópole regional do Cariri, exercendo influencia no sul do Ceara, noroeste do Pernambuco, sertão paraibano e sudeste piauiense. Juazeiro do Norte é a mais desenvolvida e também a mais importante cidade do interior do Ceará, com 274.207 mil habitantes (IBGE-2019); é o terceiro maior polo da indústria de calçados brasileiros, depois de Franca (SP) e Novo Hamburgo (RS), sendo também o maior centro universitário do interior do Ceará, com 104 cursos superiores. Juazeiro do Norte é o menor município, com 248 km², porém o mais populoso e com a maior economia da região. Sua pujança econômica, proximidade com os núcleos urbanos dos dois municípios vizinhos mais próximos, pequeno território, resultaram na distribuição de equipamentos, infraestrutura que resultaram na gênese da RMC. 
O município do Crato é o maior em extensão territorial, com 1.176 km², sendo o único município da região com IDH alto,  além de sediar a maior feira Agropecuária do Nordeste (EXPOCRATO). Também é sede da maior indústria do Cariri, a Grendene calçados S/A. Crato também é a cidade natal do Padre Cícero Romão Batista, figura importante para o nordeste, fundador de Juazeiro do Norte, tido como santo para muitos. Comunica-se com Juazeiro do Norte através da Avenida Padre Cicero, onde localiza-se o Centro de Convenções do Cariri e o Campus de Ciências Agrarias da UFCA. O trajeto entre as duas cidades também pode ser realizado pelo VLT - Veiculo leve sobre trilhos, com nove estações localizadas entre as duas cidades.   
Barbalha conhecida como " Terra dos verdes canaviais" e 'Terra de Santo Antônio'. Ocupa a 7ª colocação no estado em IDH geral, a 9ª em IDH-Educação e a 4ª em IDH-Longevidade. Comunica-se com Juazeiro do Norte através da Rodovia Leão Sampaio, importante eixo de desenvolvimento para o município, onde se destaca a CEASA - Cariri - Central de Abastecimento de hortifrutigranjeiros que abastece toda a região e estados vizinhos.        
Missão Velha comunica-se com os demais municípios integrantes da RMC através da CE-292 - com acesso a Juazeiro do Norte via Aeroporto Regional do Cariri e CE-293 - rodovia recém duplicada entre Barbalha e Missão Velha visando futura importância da Ferrovia Transnordestina na logística regional, após a conclusão do modal ferroviário, espera-se a concretização de projetos como um Porto Seco e um terminal multimodal. A abertura e melhora das rodovias citadas impulsionou o mercado imobiliário com a abertura de loteamentos e construções as margens de ambas as rodovias, constituindo uma nova frente no movimento de conurbação com a inclusão de Missão Velha, que também e  conhecida como "Portal do Cariri", 'Cana Fita' e 'Terra de São José', possui patrimônios naturais como a cachoeira de Missão Velha e pontos onde há uma grande concentração de fósseis. Por esses e outros motivos, Missão Velha possui dois geossítios relevantes em escala mundial, fazendo parte do Geopark Araripe, primeiro das Américas. 
Santana do Cariri é reconhecida como "Capital Cearense da Paleontologia" e 'berço dos dinossauros'. Destaca-se por possuir um vasto sítio paleontológico, onde já foram descobertas várias espécies de animais extintos. Abriga o Museu de Paleontologia da Universidade Regional do Cariri, o Casarão Cultural Felinto da Cruz Neves e Generosa Amélia da Cruz 1ª mulher prefeita de Santana, 1ª do Ceará e 2ª do Brasil. Igreja matriz de Senhora Sant'Ana" centenária e em estilo neoclássico, Pontal da Santa Cruz a 750m de Altitude acima do nível do mar com mirante e restaurante na Chapada do Araripe.   
O município tem como símbolo religioso Senhora Santana, bem como a jovem Benigna Cardoso da Silva - mais conhecida como heroína da castidade.   
Nova Olinda como "A terra dos cariris". Reserva aos visitantes boas opções: arqueologia, folclore, artesanato e a natureza. Preserva ainda a Igreja do Padroeiro São Sebastião, exemplo da bela arquitetura de suas construções.   
É uma das 65 cidades indutoras de turismo nacional pelo ministério do turismo, sendo uma das quatro cidades localizadas no Ceará
Farias Brito conhecida como "A capital da Cal", local de nascimento de Rosemberg Cariry: é um cineasta, roteirista, documentarista, produtor, poeta e escritor cearense. Padre David Augusto Moreira: Primeiro vigário: Nascido em 19 de janeiro de 1910, filho do Dr. Augusto Moreira (farmacêutico) e Raimunda Moreira (D. Mundinha). Monsenhor Ágio Moreira: Ágio Augusto Moreira, mais conhecido como Padre Ágio, nasceu em Farias Brito no dia 05 de fevereiro de 1918. Elmano Pinheiro Rodrigues: A vida de Elmano Rodrigues Pinheiro, de 68 anos, natural e Farias Brito-CE, é amontoar obras literárias, científicas e artísticas para, depois, distribuí-las pelos rincões do país. Ele quer ver a sua gente do Ceará e adjacências (Pernambuco e Paraíba) lendo, respirando a cultura e muitos outros.
Jardim tem Santo Antônio como padroeiro e o Bom Jesus como patrono e sua principal manifestação folclórica é a Festa dos Caretas, que ocorre na Semana de Páscoa, ou Semana Santa, como é conhecida no nordeste.
Caririaçu é a terra natal do famoso comerciante cearense Seu Lunga e do jurista e escritor Raimundo de Oliveira Borges

## Principais equipamentos metropolitanos
- Aeroporto Orlando Bezerra de Meneses, localizado em Juazeiro do Norte, opera voos regulares para as cidades de Brasília, Campinas, Fortaleza, Petrolina, São Paulo e Recife;
- Centro de Convenções do Cariri, localizado em Crato, permite a realização de importantes eventos culturais e científicos na região;
- VLT do Cariri, que opera com estações no Crato e Juazeiro do Norte;
- CEASA - Central de Abastecimento do Cariri, localiza-se em Barbalha, é um importante entreposto comercial voltado a hortifrutigranjeiros, abastece toda a região e estados vizinhos;
- Distrito Industrial do Cariri, localiza-se próximo aos limites dos municípios de Crato, Juazeiro do Norte e Barbalha;
- Floresta Nacional do Araripe, que foi a primeira floresta nacional a ser criada em território brasileiro[4];
- Parque de Exposições Pedro Felício Cavalcante, localizado na cidade do Crato, trata-se do local onde realiza-se a EXPOCRATO;
- Parque Ecológico das Timbaúbas, localiza-se em Juazeiro do Norte, importante área verde, utilizada como área de lazer e conservação ambiental;
- Universidade Federal do Cariri;
- Universidade Regional do Cariri;
- Centro Cultural do Cariri Sérvulo Esmeraldo, no Crato;
- Museu de Paleontologia Plácido Cidade Nuvens, em Santana do Cariri, onde estão expostos fósseis holótipos encontrados na região.

## Região de Planejamento do Ceará
A Lei Complementar Estadual nº 154, de 20 de outubro de 2015, define a nova composição da região de planejamento do Cariri, sendo a regionalização fixada em 29 municípios: Abaiara, Altaneira, Antonina do Norte, Araripe, Assaré, Aurora, Barbalha, Barro, Brejo Santo, Campos Sales, Caririaçu, Crato, Farias Brito, Granjeiro, Jardim, Jati, Juazeiro do Norte, Lavras da Mangabeira, Mauriti, Milagres, Missão Velha, Nova Olinda, Penaforte, Porteiras, Potengi, Salitre, Santana do Cariri, Tarrafas e Várzea Alegre.
| Município         | Área (km²) | IDH   | População estimada em 2021 | PIB em 2014 (R$) | PIB per capita em 2014 (R$) |
| ----------------- | ---------- | ----- | -------------------------- | ---------------- | --------------------------- |
| Barbalha          | 569 508    | 0,683 | 61.662                     | 716 792 000      | 12 284                      |
| Caririaçu         | 623 564    | 0,578 | 27.008                     | 155 791 000      | 5 804                       |
| Crato             | 1 176 467  | 0,713 | 133.913                    | 1 478 136 000    | 11 578                      |
| Farias Brito      | 503 622    | 0,633 | 19.330                     | 197 393 000      | 10 423                      |
| Jardim            | 552 424    | 0,614 | 27.187                     | 178 133 000      | 6 580                       |
| Juazeiro do Norte | 248 832    | 0,694 | 278.264                    | 3 779 837 000    | 14 333                      |
| Missão Velha      | 645 703    | 0,622 | 35.566                     | 296 147 000      | 8 425                       |
| Nova Olinda       | 284 401    | 0,625 | 15.798                     | 121 382 000      | 8 066                       |
| Santana do Cariri | 855 563    | 0,612 | 17.726                     | 120 414 000      | 6 897                       |
| TOTAL             | 5 460 084  | 0,642 | 616.454                    | R$ 7 044 025 000 | R$ 11 934                   |